# Bäckartjärnen
Bäckartjärnen är en sjö i Hudiksvalls kommun i Hälsingland och ingår i Delångersåns huvudavrinningsområde. Sjön har en area på 0,0955 kvadratkilometer och ligger 114 meter över havet. Sjön avvattnas av vattendraget Klubboån (Svedjaån).

## Delavrinningsområde
Bäckartjärnen ingår i det delavrinningsområde (684601-154754) som SMHI kallar för Inloppet i Oppsjösjön. Medelhöjden är 137 meter över havet och ytan är 2,03 kvadratkilometer. Räknas de 4 avrinningsområdena uppströms in blir den ackumulerade arean 37,27 kvadratkilometer. Klubboån (Svedjaån) som avvattnar avrinningsområdet har biflödesordning 2, vilket innebär att vattnet flödar genom totalt 2 vattendrag innan det når havet efter 60 kilometer. Avrinningsområdet består mestadels av skog (84 procent). Avrinningsområdet har 0,16 kvadratkilometer vattenytor vilket ger det en sjöprocent på 7,7 procent.